# Jižní Svahy
Jižní Svahy jsou největší sídliště ve městě Zlín, skládající se ze sídlištních částí ZSJ Jižní Svahy I a ZSJ Jižní Svahy II, ležící v části obce Zlín.
Dohromady zde žije přes 30 000 obyvatel, tedy asi polovina populace města. Sídliště je postaveno na svazích „Na Stráních“ severně nad městem. Ač se návrhy na jeho výstavbu objevily již roku 1921, realizace jeho první etapy (Jižní Svahy I) probíhala až v letech 1970–1980. Po roce 1980 započala v tehdejším Gottwaldově výstavba druhé etapy sídliště (Jižní Svahy II), která však nebyla zcela dokončena.
Jelikož statutární město Zlín není rozděleno na městské obvody či městské části, byly na území města (původně jen v okrajových částech) alespoň zřízeny tzv. místní části, resp. Kanceláře místních částí, které jsou obsazeny pracovníky s vyšší znalostí dané lokality a jejích problémů. Na území Jižních Svahů jsou místní části 2, konkrétně Místní část Jižní Svahy I, a Místní část Jižní Svahy II. Hranice těchto dvou místních částí jsou stejné, jako hranice ZSJ Jižní svahy I a ZSJ Jižní Svahy II.

## Výstavba

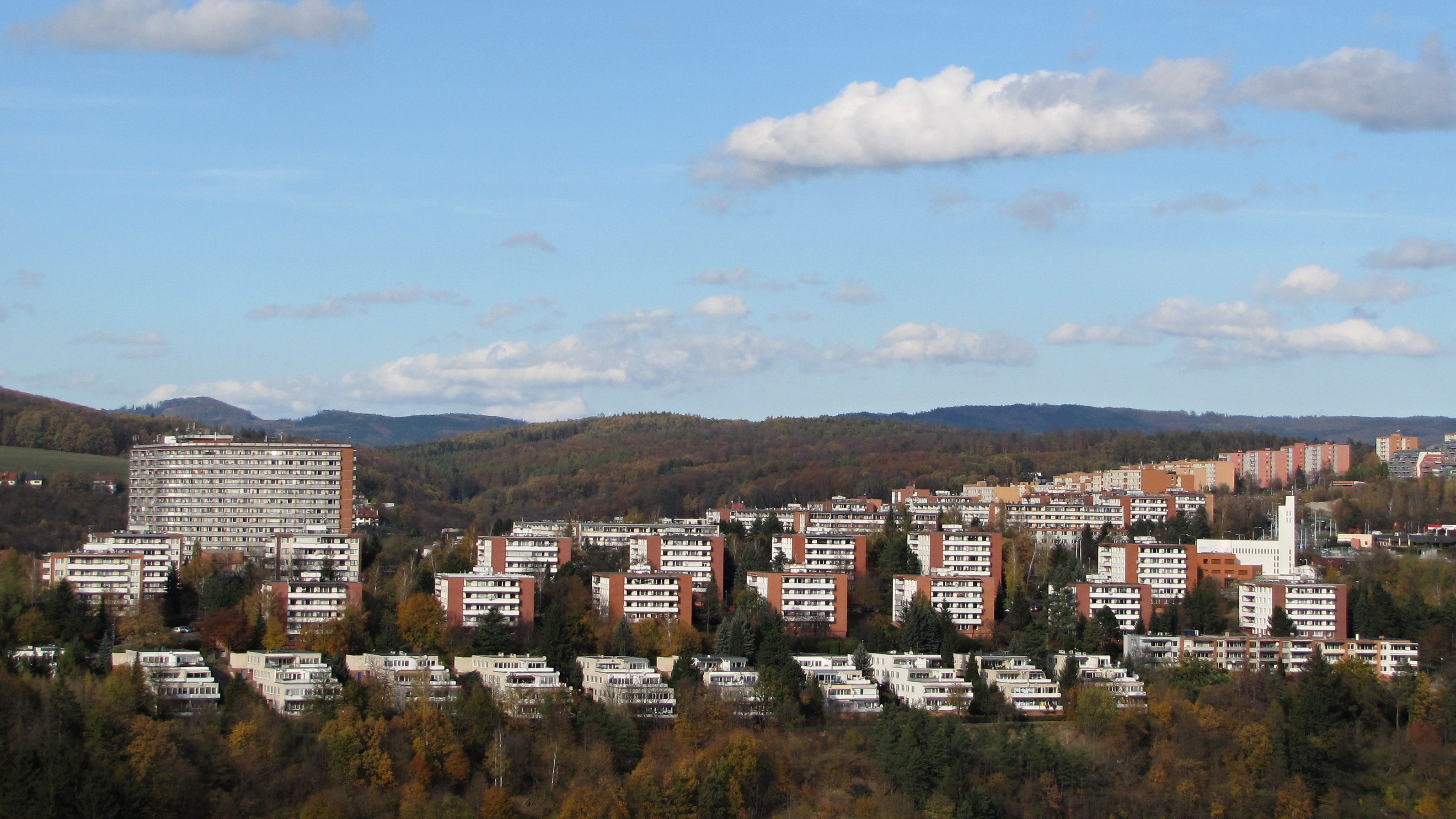
Pohled z Baťova mrakodrapu

První etapa sídliště Jižní Svahy (ZSJ Jižní Svahy I) se skládá převážně z montovaných domů "bodového" a "chodbového" provedení. Domy chodbového provedení, jsou většinou vystavěny ve tvaru půlobdélníku (L). Nad těmito bloky se nacházejí parkoviště, zeleň a dětská hřiště. U velké části bodových domů byla původně vystavěna dětská pískoviště, která však byla v průběhu let rušena.
V první etapě sídliště Jižní Svahy, je v blízkosti výškového domu (1. segmentu) obchodní centrum. (Původně zde byla prodejna Pramen, a několik dalších menších prodejen). Ve spodní části tohoto centra se poté nachází pobočka České pošty, s.p., Pošta 76005  Zlín 5.
Ve spodní části 2. etapy sídliště (ZSJ Jižní Svahy II) byla panelárna, která vyráběla panely, pro výstavbu sídliště. Panelárna byla po ukončení výroby přestavěna na supermarket Delvita. Tento byl v roce 2008 převzat obchodním řetězcem Billa. V budově je také umístěno restaurační zařízení s bowlingem a několik dalších prodejen. Za zmínku též stojí, že po dlouhá léta je v tomto objektu umístěna videopůjčovna, kterou zná nemalá část obyvatel. Po snížení poptávky po výpůjčce videokazet začala tato provozovna nabízet i jiné služby, např. je zde vinotéka, nebo půjčovna DVD. 
V blízkosti Delvity bylo v 90. letech vystavěno benzinové čerpadlo Paramo, v současnosti (2023) provozovna čerpací stanice Benzina.
Druhá etapa sídliště Jižní Svahy (ZSJ Jižní Svahy II) se skládá z montovaných domů bodového provedení (novějšího typu než u 1. etapy) a dále domů deskových, kde ve většině případů jsou 4 deskové domy (2 krátké, 2 delší) postaveny do tvaru částečně uzavřeného obdélníku a střední část mezi domy tvoří zčásti uzavřené vnitrobloky. Uvnitř těchto vnitrobloků jsou většinou umístěna dětská hřiště, zeleň atd.
Po převratu v roce 1989 vydalo město Zlín zákaz výstavby domů z prefabrikovaných panelů. Tímto se téměř zastavila výstavba na 2. etapě sídliště Jižní Svahy, kde bylo možné pouze dostavět již rozestavěné domy. Nikdy se tedy sídliště Jižní Svahy nedostavěly podle oficiálního celistvého plánu. 
Dle původních plánů měly být ve druhé etapě Jižních Svahů postaveny ještě 2 další základní školy, jedna větší škola měla být postavena v místě nad rozestavěným nákupním střediskem, druhá základní škola se měla nacházet v blízkosti současného trolejbusového obratiště Jižní Svahy Kocanda. Ke stavbě ani jedné z nich nedošlo. Mělo rovněž dojít i k výstavbě dalších asi 3 mateřských škol. Z původního schváleného plánu nedošlo ani ke stavbě zdravotnického střediska v blízkosti 2. segmentu, nebo 2 malých prodejen - jedné u ulice Podlesí I a druhé u trolejbusové smyčky Kocanda.
Stejně tak byla zastavena výstavba velkého obchodního centra, zejména pro nedostatek financí. Po dostavbě tohoto nikdy nedostavěného obchodního centra bylo plánováno, že sídliště bude téměř nezávislé na prodejnách v centru města. Toto obchodní centrum bylo rozestavěno (fyzicky na místě byla postavena hrubá stavba asi 1/2 obchodního centra. Výstavba 2. poloviny centra nebyla započata). V létě roku 2016 došlo k demolici rozestavěné poloviny objektu obchodního centra - tzv. "torza". Na jeho místě vznikl odpočinkový prostor pro obyvatele Jižních Svahů.
V minulých několika letech, byly nad výstavbou panelových domů (v ulicích Podlesí .., směrem k trolejbusové točně Kocanda) vystavěny další bytové domy (již ne panelové). Tyto domy však již nerespektují původní plány na výstavbu sídliště. Část občanů tyto domy někdy kritizuje, kvůli malé vzdálenosti mezi těmito novými domy.
V roce 2022 došlo v etapě Jižní Svahy II, nad ulicí Na Honech III, k výstavbě a otevření vodního biotopu, vyhlídkové lávky a pochozích pěšin ze štěrkového trávníku. Rovněž došlo k výsadbě nové zeleně. Na místo byly navíc instalovány lavičky a dřevěná lehátka. V těsné blízkosti je také nové hřiště na pétanque. Jezírko není určeno ke koupání lidí, ani psů. Sloužit má především k zadržování vody, případně je možné vodu z jezírka použít k zavlažování rostlin v okolí. Zajímavostí je, že jezírko je napájeno samostatným napájecím potrubím srážkovou vodou ze střech okolních budov.

## Značení domů - bloky
Označování domů na sídlišti Jižní Svahy, bylo řešeno krom standardního číslování čísly popisnými, ještě značením čísly blokovými. Čísla bloků se většinou skládají z číslovky a písmene. Číslovka uvádí číslo celého domu, písmeno za číslem poté specifikuje vchod v domě, jedná-li se o dům, který má více než jeden vchod. 
Bloková čísla na sídlišti Jižní Svahy, jsou nejčastěji uvedena černým písmem na žlutých smaltovaných tabulkách, někdy černým nebo červeným písmem na bílých smaltovaných tabulkách, případně černým nápisem na větší bílé plechové ceduli. Vzhledem k rekonstrukcím jednotlivých domů však může být označení zcela odlišné, nebo u některých domů, které byly zatepleny, nebo jinak rekonstruovány, může označení bloku zcela chybět. Ve většině případů se na smaltovaných tabulkách neuvádí písmenné označení vchodu, ale pouze číslo celého bloku.
Číslování blokovými čísly je pro každou etapu sídliště zvlášť, tzn. Jižní Svahy I má samostatné číslování bloků a Jižní Svahy II má též samostatné číslování bloků. Tedy například, blok č. 20 se nachází na Jižních Svazích I ale i na Jižních Svazích II, avšak jedná se o 2 rozdílné domy, vzdálené od sebe několik ulic.
U nově stavěných bytových domů (které nerespektují původní plán na stavbu sídliště), však již čísla bloková nejsou přidělována. Tyto nové domy se tedy značí pouze čísly popisnými.
U bytových domů nejnovější výstavby v ulici Zelinova, jsou opět osazeny žluté smaltované tabulky, avšak zde je na žlutých tabulkách uvedeno neoficiální orientační číslo a název ulice. (Město Zlín, jako jedno z mála větších měst, nemá oficiálně zavedeno číslování orientačními čísly, i když v minulosti byla snaha zavést vedle číslování budov čísly popisnými také číslování orientačními čísly, což je zřejmé i na mnoha domech na území města).

## Stavební dominanty

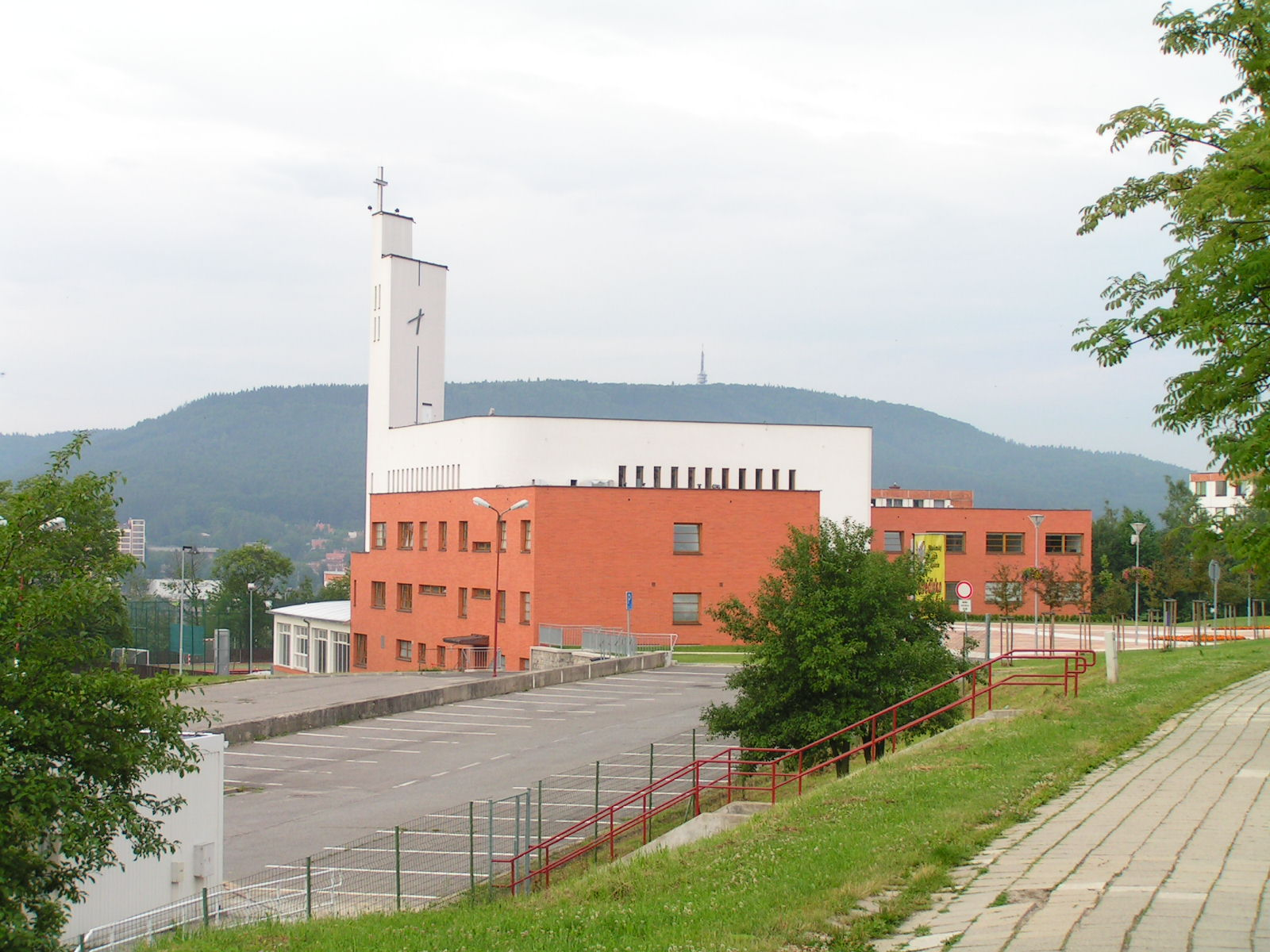
Kostel Panny Marie Pomocnice

K dominantám sídliště se řadí kostel Panny Marie Pomocnice křesťanů postavený v letech 2000–2003.
Dalšími objekty jsou dva čtrnáctipodlažní segmentové domy. V každém z nich je více než 350 bytů. Stavba prvního z domů byla dokončena roku 1978 a druhého v roce 1983.

## Doprava
- Městská hromadná doprava:

Lokalitu nejprve obsluhovaly pouze autobusy, od 5. listopadu 1988 sem byla přivedena též trolejbusová linka. Roku 1992 byla otevřena další trolejbusová trasa na točnu Středová. V roce 2000 byla původní trolejbusová trať, postavená na konci 80. let 20. století, tehdy zakončena na obratišti Jižní Svahy - Česká  prodloužena a došlo k vytvoření nové točny nazvané Kocanda. V současné době již zajišťují obslužnost Jižních Svahů pouze trolejbusové spoje (číslo 6, 7, 8, 9, 10, 14), přičemž trolejbusy na trasách čísel 6, 7 a 8 jsou na Jižních Svazích vedeny zastávkami Družstevní, Slunečná, Křiby, Česká, a končí v obratišti Jižní Svahy - Kocanda a trolejbusy na trasách čísel 9, 10 a 14 jsou vedeny zastávkami Družstevní, Slunečná, Budovatelská a jsou zakončeny v obratišti Jižní Svahy - Středová.
- Silniční komunikace na Jižních Svazích:

Středem sídliště vede hlavní silnice, na kterou se napojují všechny menší silnice z jednotlivých ulic. Tato hlavní silnice vede směrem z centra přes nadjezd u nádraží ČSAD, přes 1. etapu sídliště, až na světelnou křižovatku - Středová x Okružní. Dále pokračuje stoupáním tato hlavní silnice směrem do horní části sídliště, až na trolejbusovou točnu Kocanda. Odtud pokračuje tato silnice klesáním na T křižovatku (jež se nachází již na okraji zlínské části Kostelec), kde se silnice rozděluje na silnici vedoucí ve směru do zadní části centra Zlína (severovýchodní část města) - odbočka vpravo. Odbočka vlevo vede do středu části Kostelec a také na obec Fryšták.
V obou etapách sídliště jsou v místech zastávek trolejbusů umístěny na této hlavní silnici podchody pro chodce. První u zastávky Družstevní, druhý na zastávce Slunečná, třetí na zastávce Křiby a čtvrtý na zastávce Česká.